# Dra-Q
Dra-Q, inzwischen unter dem Pseudonym SirQlate auftretend, (* 1978 in Berlin, bürgerlich Fabian Blume) ist ein deutscher Rapper. Die vier Buchstaben stehen für „Dialog, Rhymes, Aussage – Qualität“. Innerhalb der Hip-Hop-Szene wurde er durch die Bandprojekte Krisenstab und Ostblokk bekannt. Als Solokünstler machte er außerhalb der Hip-Hop-Szene mit der McDonald’s-Kampagne „Ich liebe es“ auf sich aufmerksam.

## Biografie
Dra-Q kam Mitte der 80er Jahre durch den Film Beat Street mit Hip-Hop in Berührung. Durch die Platten von Run DMC, Boogie Down Productions, Public Enemy etc. wuchs in ihm der Wunsch, selbst aktiv zu werden. Ab 1990 fing er als MC P-MO an, englische Texte zu schreiben. Zusammen mit MC O.B.S.T. und verschiedenen Musikern gründete er 1994 die Jazz/Hip-Hop-Band Exentrix. Als die ersten Versuche mit englischen Lyrics mehr schlecht als recht verliefen, begann er ab 1995/96 auch die geschriebenen Texte komplett auf Deutsch zu verfassen.
Ab der zweiten Hälfte der 90er Jahre machte sich Dra-Q bei zahlreichen Freestylebattles und Cypherrunden einen Namen und war mehrfach beim Splash! vertreten. Er war bei den Freestylesessions im Royalbunker, arbeitete allerdings auch mit Rappern wie Gauner, Joe Rilla, Schattenmann oder auch DOA zusammen. Die Band K-Reim wurde 1997 zusammen mit MC Schicht (Heute Hauptstadtader Agenturchef), O.B.S.T. und DJ Piem gegründet. Zur gleichen Zeit wirkte er als Live-Unterstützung beim Krisenstab mit.
Durch die Trennung von K-Reim begann Dra-Q sich mit Soloprojekten zu beschäftigen und veröffentlichte 2001 als festes Mitglied des Krisenstabs die EP „PMOBC“.
Im Jahr 2003 wählte ihn die Münchner Werbeagentur Heye&Partner als deutschen Part der McDonald’s Kampagne „Ich liebe es“ aus und nahm ihn für die Werbung unter Vertrag.

### Mit der Pflegerlounge
Im Jahr 1999/2000 wurde aus verschiedenen Berliner Rappern, DJs und Produzenten eine 14-köpfige Crew bzw. Artistpool kreiert, welche unter anderem aus Yaneq, Pyranja, Krisenstab und Sera Finale bestand. Gemeinsam mit Till Hastreiter und den Mitgliedern der Pflegerlounge entstand der Kinofilm Status Yo!, in welchem Dra-Q in einer Nebenrolle auftritt. Außerdem ist er als Solokünstler und als Teil der Pflegerlounge auf dem Soundtrack zu hören. Aufgrund diverser Differenzen trennte sich die Formation im Jahr 2003.

### Mit dem Ostblokk
2004 entstand zusammen mit Pyranja, Joe Rilla, Sera Finale, Jamie White und Mesa die Künstlerplattform, Crew und Label Ostblokk Plattenbau. Das Album Einmal um Blokk wurde 2004 von Ostblokk veröffentlicht. Außerdem erschien das Streetalbum Back In The TapeZ von Dra-Q & Jamie White.
Das Album Hoffnung sollte 2007 über das Label Jubeko Records veröffentlicht werden, welches sich allerdings Anfang des Jahres aus nicht näher bekannten Gründen auflöste.

### New Def
Am 21. März 2008 erschien das neue Album über New Def Records. Dra-Q ist offiziell als Künstler bei dem Dresdner Label unter Vertrag. Das Album trägt den Titel Hoffnung und wurde unter anderem von Joe Rilla, Djorkaeff und Beatgees produziert.

### Antihelden
Zusammen mit dem Lemgoer Rapper Abroo gründete er 2009 das Bandprojekt Antihelden. Die erste Veröffentlichung Kampf der Veteranen erschien am 26. März 2010 über NewDEF/Flavamatic als limitierte CD Edition und Onlinerelease. Danach folgte das Album Kein Happy End, das 2010 ebenfalls über das Dresdner Label NewDEF erschien. Die beiden Rapper gingen dabei wieder zurück zu den Wurzeln und legen mit den Produzenten Snowgoons und MecsTreem wieder Wert auf Inhalte und samplelastigen Boom Bap Rap.

### Politik
Fabian Blume ist Gründungsmitglied der Hip-Hop-Partei „Die Urbane“ und kandidierte 2017 für den Einzug zum 19. Deutschen Bundestag.

## Diskografie

### Alben
- 1998: Hauptstadtader (K-Reim)
- 2004: Einmal um Blokk (Ostblokk)
- 2004: Status Yo! (Soundtrack)
- 2005: Back In The Tapez – Tribute to the 90’s (Dra-Q & Jamie White)
- 2008: Hoffnung
- 2010: Kampf der Veteranen (Antihelden)
- 2010: Kein Happy End (Antihelden)
- 2013: Piratensender (Antihelden)

### Singles & EPs
- 2001: PMOBC (Krisenstab)
- 2004: Ich liebe es
- 2005: Samba (Ostblokk)
- 2011: RAW20elf (Antihelden) – Release auf Kassette & Downloadportalen[14]
- 2012: Weckruf (Antihelden) – Videosingle vom Album Terroristen Volk der Snowgoons
- 2012: Das Leben der Anderen – Videosingle vom Album Terroristen Volk der Snowgoons[15]
- 2020: Blinde Flecken (Antihelden) Single feat. Sola Plexus, Dynasty, JoeExhale, Fe & DJ Access
- 2020: Musique Noir (Antihelden) EP

#### Juice Exclusives
- 2005: Ostblokk feat. Snoop Dogg – Yeah (Juice-CD #45)
- 2005: Ostblokk – Berlin (Juice-CD #52)
- 2008: Joe Rilla, Morlockk Dilemma, Dissziplin, Damion Davis, Abroo, Dra-Q, u. a. – Ansage Ost (Juice-CD #90)
- 2012: Antihelden feat. Mortis One & Headdy Murphy – WTF (Juice-CD #112)[16]

## Filmografie
- 2004: Status Yo! (Kinofilm)
- 2008: Ihr könnt euch niemals sicher sein (ARD)